# Alveopora excelsa
Alveopora excelsa е вид корал от семейство Poritidae. Видът е застрашен от изчезване.

## Разпространение
Разпространен е в Австралия, Виетнам, Индонезия, Камбоджа, Малайзия, Провинции в КНР, Сингапур, Тайван, Тайланд, Филипини и Япония.